# Irena Veisaitė
Irena Veisaitė (ur. 9 stycznia 1928 w Kownie, zm. 11 grudnia 2020 w Wilnie) – litewska literaturoznawczyni, teatrolożka, aktywistka na rzecz praw człowieka.

## Życiorys
Była Żydówką. W latach 1934–1941 uczyła się w Gimnazjum im. Szolema Alejchema w Kownie. W szkole używała jidysz, zaś w domu z rodzicami rozmawiała po litewsku, rosyjsku i niemiecku. W 1938 rodzice się rozwiedli, ojciec wyjechał do Belgii.
Matka Ireny w lipcu 1941 została zabrana ze szpitala, w którym pracowała, do więzienia, w którym została zamordowana. Miesiąc później Irena trafiła do getta w Kownie.
W listopadzie 1943 uciekła z getta z pomocą przyjaciół rodziców (znakomicie znała litewski i mogła udawać Litwinkę). Ukrywała się pod zmienionym nazwiskiem w domu rodziny Stefanii Ladigienė, wdowy z szóstką dzieci. Irena pracowała w sierocińcu. 16 marca 1946 Sowieci aresztowali S. Ladigienė i wywieźli na Syberię.
W 1947 Veisaitė ukończyła Gimnazjum im. Salomėji Nėris w Wilnie, osiągając wyróżniające wyniki. Tego samego roku rozpoczęła studia lituanistyczne na Uniwersytecie Wileńskim. Zagrożona inwigilacją, wyjechała do Moskwy, gdzie miała krewnych.
W 1953 ukończyła germanistykę na Uniwersytecie Moskiewskim. W 1963 na Uniwersytecie Lenigradzkim uzyskała tytuł doktora nauk humanistycznych za dysertację o poezji Heinricha Heine’ego. W latach 1953–1997 wykładała literaturę zachodnioeuropejską i niemiecką oraz historię teatru w XX wieku na Wileńskim Uniwersytecie Pedagogicznym. W 1965 uzyskała tytuł profesora nadzwyczajnego, a w 1999 honorowego profesora Wileńskiego Uniwersytetu Pedagogicznego. W 1993 wykładała na Uniwersytecie Oksfordzkim.
Od 1963 pracowała jako krytyk teatralna. Opublikowała ponad 200 artykułów w prasie litewskiej i zagranicznej. Była współautorką podręczników szkolnych i redaktorką kilku książek. W swoich pracach podejmowała temat komunizmu, który uważała za odmienny od nazizmu, ale nie lepszy. Pisała o stosunkach litewsko-żydowskich oraz historii Holokaustu.
Po odzyskaniu przez Litwę niepodległości skupiła się na budowaniu społeczeństwa obywatelskiego w kraju i w regionie Europy Środkowo-Wschodniej. Była przewodniczącą Centrum Kultury Thomasa Manna w Nidzie. Przez wiele lat zasiadała we władzach Fundacji Społeczeństwa Otwartego na Litwie, którego była współzałożycielką (1990). Była członkinią wielu międzynarodowych organizacji pozarządowych, np. Open Society Institute (OSI) w Budapeszcie, OSI Board of Education and Culture Programs, International Board of United World Colleges, a poza tym Rzecznikiem Praw Obywatelskich OSI i członkinią Rady Kultury i Sztuki, przewodniczącą Litewskiego Komitetu Narodowego United World Colleges, członkinią Litewskiego Komitetu Narodowego UNESCO, Rady Artystycznej Ministerstwa Kultury Republiki Litewskiej oraz komitetu projektu Wilno – Europejska Stolica Kultury 2009.
Była wielokrotnie nagradzana. Przykładowo w 1995 otrzymała Order Wielkiego Księcia Giedymina IV stopnia, w 2006 Medal Barbory Radvilaitė za zasługi dla kultury i edukacji, w 2008 Odznakę honorową litewskiego Ministerstwa Edukacji i Nauki, w 2012 Medal Goethego za wkład w wymianę kulturalną między Niemcami a Litwą, w 2015 Nagrodę Kultury i Sztuki Rządu Republiki Litewskiej, zaś w 2018 Wielki Krzyż Komandorski Orderu Zasługi Republiki Litewskiej za zasługi dla kraju i sławienie jego imienia na świecie. W 2019 otrzymała tytuł Człowiek Pogranicza, a wyróżnienie przyznał Ośrodek „Pogranicze – sztuk, kultur, narodów” w Sejnach. Została także wyróżniona Wielkim Krzyżem Zasługi Republiki Federalnej Niemiec (2020).
Zmarła w wyniku pandemii COVID-19 29 dni przed 93. urodzinami.
W 2019 ukazało się polskie tłumaczenie wywiadu-rzeki O godne życie. Irena Veisaite w rozmowie z Aurimasem Svedasem.